# Kinokawa
Kinokawa (jap. 紀の川市 Kinokawa-shi) – miasto w Japonii w prefekturze Wakayama na wyspie Honsiu.

## Położenie
Miasto leży w północnej części prefektury nad rzeką Kino. Kinokawa graniczy z miastami:
- - Kainan
  - Wakayamą
  - Iwade
- Prefektura Osaka:
  - Kishiwada
  - Sennan
  - Izumisano
  - Kaizuka

## Historia
Kinokawa powstało 11 listopada 2005 z połączenia miasteczek: Uchita, Kokawa, Naga, Momoyama i Kishigawa.